# Nieves Yankovic
Nokers Yankovic (1916-1985) là một nữ diễn viên và nhà sản xuất phim tài liệu người Chile. "Đạo diễn phim phụ nữ duy nhất ở Chile trong những năm 50 và sáu mươi", bộ phim tài liệu Andacoche (1958) của bà chịu ảnh hưởng của bộ phim tài liệu xã hội ở Chile. Bà được gọi là "một nhân vật biểu tượng trong số các nhà làm phim nữ".

## Đời sống
Sinh ra ở Antofagasta, Nief Yankovic sống ở châu Âu từ năm 1928 đến 1942. Bà là một trong những người sáng lập Nhà hát Thử nghiệm của Đại học Chile. Là một nữ diễn viên điện ảnh dưới cái tên Nief Yanko, bà xuất hiện lần đầu trong Luis Moglia Barth 's Romance de medio sieglo (Lãng mạn của nửa thế kỷ, 1944). Bà cũng đóng vai trò trong Carlos Borcosque 's Amarga verdad (1945), Roberto de Ribon của El Padre Pitillo (1946), Carlos Hugo Christensen 's La dama de la muerte (1946), Fred Matter ' El paso maldito s (1949), Pierre Chenal 's El ídolo (1952) và Confesiones al amanecer Pierre Chenal (1954).
Yankovic từng làm trợ lý giám đốc dưới thời Carlos Hugo Christensen và Pierre Chenal. Năm 1946, bà kết hôn với Jorge di Lauro, một kỹ sư âm thanh tại Chile Films. Từ năm 1958 đến năm 1972, cặp đôi đã cùng nhau làm phim tài liệu.
Sau cuộc đảo chính Chile năm 1973, Yankovic và chồng làm giáo viên.

## Đóng phim
Tất cả đồng đạo diễn với Jorge di Lauro:
- Andacolé, 1958
- Los aristas chilenos plasticos, 1959
- Isla de Pascua, 1961
- Verano en invierno, 1962
- San Pedro de Atacama, 1963-4
- Cuando el pueblo avanza, 1966
- Nhà điều hành Sitio, 1970
- Obreros campesinos, 1972)